# Віктор Роган
Віктор Роган (серб. Виктор Роган/Viktor Rogan, нар. 12 грудня 2003, Белград) — сербський футболіст, захисник боснійського клубу «Борац» (Баня-Лука). Виступав також за клуб «Чукарички».

## Клубна кар'єра
Віктор Роган народився 2003 року в Белграді. Займався в юнацьких командах низки сербських футбольних клубів. У професійному футболі дебютував 2020 року виступами за команду «Чукарички», в якій грав до кінця 2024 року, взявши участь у 67 матчах чемпіонату. З початку 2025 року Роган грає в боснійському клубі «Борац» (Баня-Лука).

## Виступи за збірні
У 2018 році Віктор Роган дебютував у складі юнацької збірної Сербії, загалом на юнацькому рівні взяв участь у 14 іграх, відзначившись одним забитим голом. Протягом 2022—2023 років футболіст залучався до складу молодіжної збірної Сербії, на молодіжному рівні зіграв у 13 офіційних матчах.